# Hypognatha nasuta
Hypognatha nasuta là một loài nhện trong họ Araneidae.
Loài này thuộc chi Hypognatha. Hypognatha nasuta được Octavius Pickard-Cambridge miêu tả năm 1896.